# Státní archiv ve Vratislavi
Státní archiv ve Vratislavi (pol. Archiwum Państwowe we Wrocławiu) je jedním ze třiceti regionálních státních archivů v Polsku. Patří k největším z nich. Má 4 pobočky, 25 244 bm archiválií (2013).
Jeho předchůdci byly Akademický univerzitní archiv (zal. 1815), Královský slezský provinční archiv (zal. 1822) a Státní archiv ve Vratislavi (zal. 1867). Současný archiv byl založen roku 1946.
Nejvýznamnějšími fondy jsou akta slezských knížectví i měst, evangelické matriky a písemnosti slezských klášterů. Archiválie jsou digitalizovány a zpřístupňovány v databázi AtoM.